# 阿赫河 (安珀河支流)
47°47′1.68″N 11°6′27.49″E / 47.7838000°N 11.1076361°E

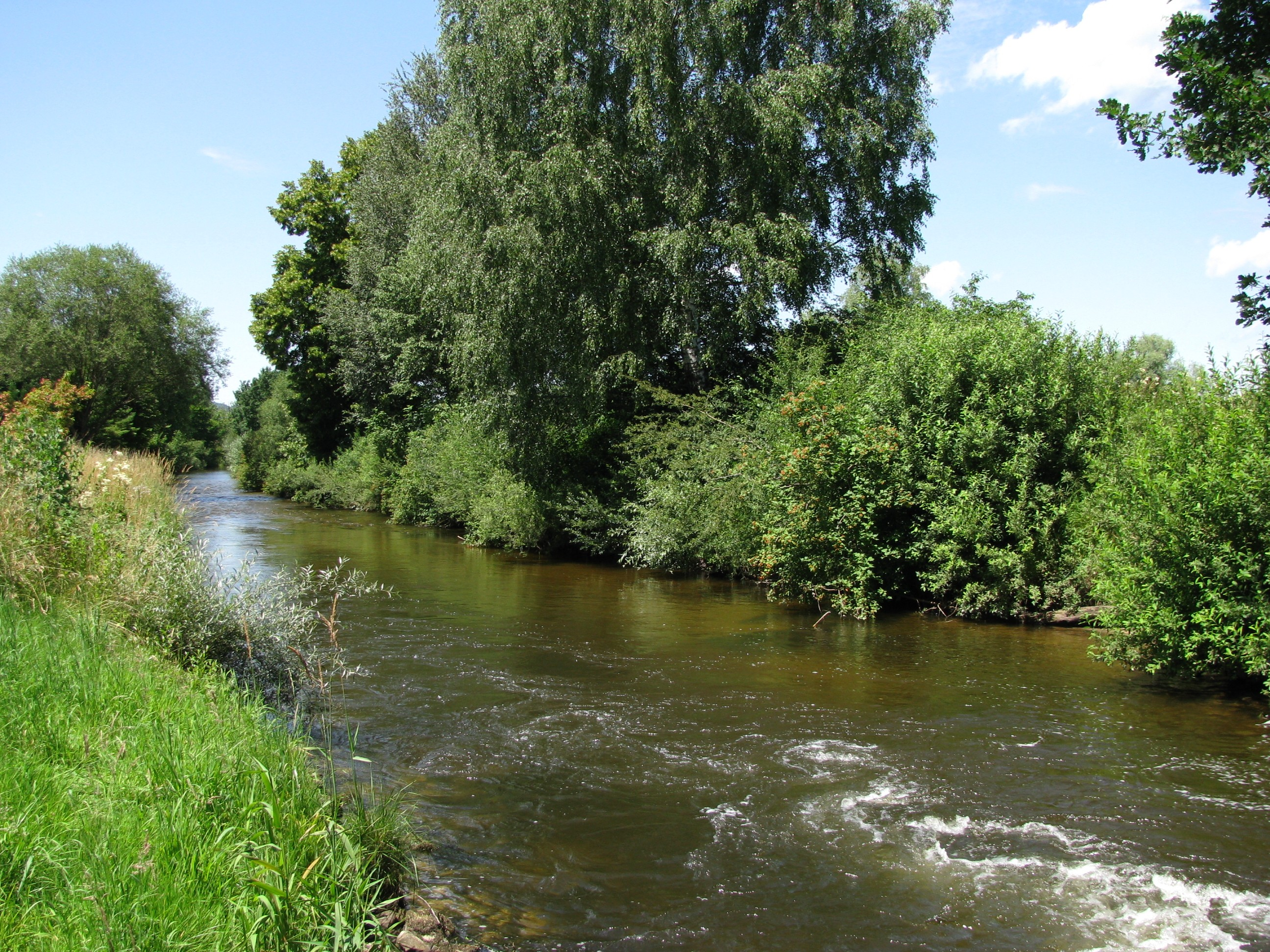

阿赫河（德語：Ach），是德國的河流，位於該國東南部，由巴伐利亞負責管轄，屬於安珀河的右支流，河道全長43.6公里，流域面積120.7平方公里，發源自巴特拜爾索因東南面。